# احساء
با شهرستان احساء و ایالت احساء اشتباه نگیرید.
احساء (به عربی: مدینة الأحساء)، نام منطقه و شهری است در کشور پادشاهی عربستان سعودی واقع در شبه جزیره عربستان. «شهر احساء» مرکز استان احساء است، که یکی از استان‌های منطقه شرقی در عربستان سعودی است. شیعیان زیادی در این استان ساکن هستند. احساء جایگزین شهر باستانی «هَجَر» است که در فراوانی خرما به آن‌جا مَثَل می‌زدند.
درصد جمعیت در الاحسا بین سنی و شیعه برابر است
الأحسا از ۳ شهر هفوف، المبرز و العیون تشکیل شده‌است و بسیاری از روستاها